# 5689 Rhön
5689 Rhön eller 1991 RZ2 är en asteroid i huvudbältet som upptäcktes den 9 september 1991 av de båda tyska astronomen Freimut Börngen och Lutz D. Schmadel vid Tautenburg-observatoriet. Den är uppkallad efter Rhön bergen i Tyskland.
Asteroiden har en diameter på ungefär 8 kilometer.